# House (film 1977)
House (ハウス?, Hausu) è un film del 1977 diretto da Nobuhiko Obayashi.
Il film, del genere commedia horror, vede il debutto cinematografico di Obayashi alla regia di un lungometraggio, il quale basa l'opera su un'idea della figlia di sette anni. Prima di House, Obayashi realizzò soprattutto spot per la televisione e questo si riflette in modo molto netto nello stile della regia con il quale è stato diretto House.

## Trama
Una studentessa di nome Oshare scopre che suo padre, vedovo, sta per risposarsi. Inoltre, suo padre ha cancellato i programmi che padre e figlia avevano fatto per le vacanze estive allo scopo di stare vicino alla sua nuova ragazza. Furente, Oshare decide di trascorrere l'estate dalla zia, sorella della madre, che non vede da quando era piccola. Insieme a Oshare, partiranno per queste vacanze anche sei sue amiche.
Arrivate, trovano la zia costretta in sedia a rotelle che accetta molto volentieri la presenza delle ragazze, intenzionate a trascorrere le vacanze nella villa in mezzo alla foresta. Tuttavia la zia non è altro che una strega che si nutre della carne delle giovani vergini che giungono alla sua casa. Si scoprirà che la donna ha deciso di sua spontanea volontà di diventare strega allo scopo di allungare la propria vita nella speranza di rincontrare un giorno il suo amato fidanzato, disperso in azione durante la Seconda Guerra Mondiale. La zia strega, dopo aver posseduto la nipote, uccide ad uno ad uno gli ospiti.
Il film si conclude con la scena nella quale la “quasi madre” di Oshare arriva nella casa della zia, dopo che il padre della ragazza ha ricevuto una lettera nella quale la figlia lo informa della decisione di soggiornare permanentemente dalla zia.

## Distribuzione
Del film, al momento, esistono due versioni ufficiali in DVD. La prima licenziata in America, nella Criterion Collection, in Blu Ray Disc e DVD Region 1; la seconda per le Edizioni Eureka Entertainment, nella serie The Masters of Cinema, in DVD Region 2.